# 中国科学院地质与地球物理研究所

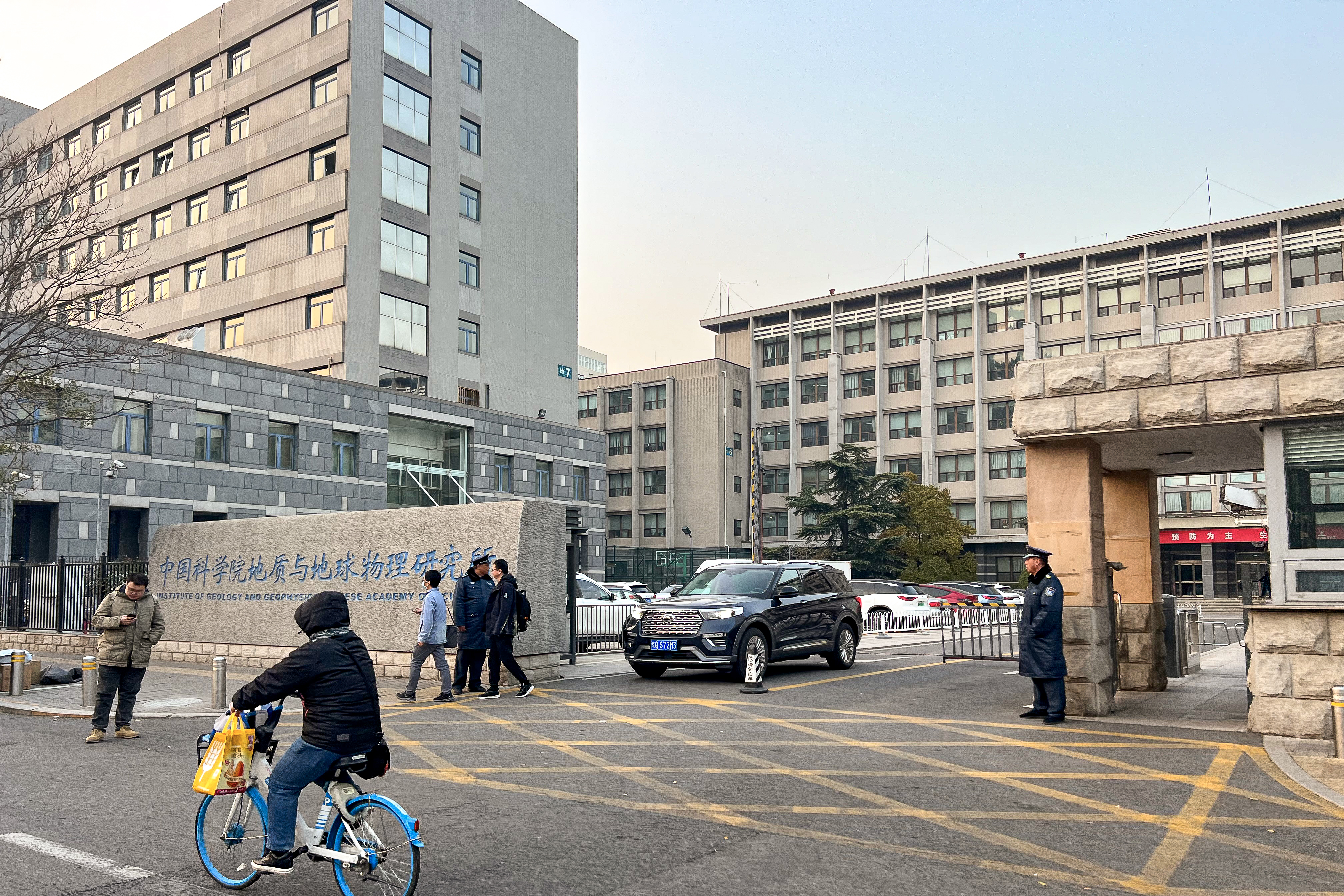
中国科学院地质与地球物理研究所

中国科学院地质与地球物理研究所是中华人民共和国地质学、地球物理学研究机构，总部位于北京市朝阳区北土城西路19号，是中国科学院的直属研究单位，1999年6月成立，由中国科学院地质研究所和中国科学院地球物理研究所整合而成。2004年，中国科学院武汉物理与数学研究所电离层研究室调整到该研究所。 